# Cafezal do Sul
Cafezal do Sul är en kommun i Brasilien.   Den ligger i delstaten Paraná, i den södra delen av landet, 1 100 km sydväst om huvudstaden Brasília. Antalet invånare är 4 285.
Trakten runt Cafezal do Sul består i huvudsak av gräsmarker. Runt Cafezal do Sul är det glesbefolkat, med 14 invånare per kvadratkilometer.